# Benlidere, Belen
Benlidere là một xã thuộc huyện Belen, tỉnh Hatay, Thổ Nhĩ Kỳ. Dân số thời điểm năm 2011 là 373 người.